# Квантовая эффективность

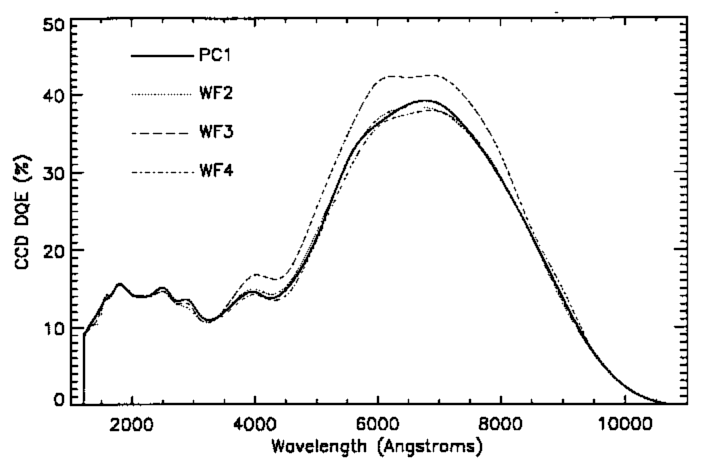
График зависимости квантовой эффективности от длины волны ПЗС-матриц, установленных на одной из камер телескопа Хаббл.

Квантовая эффективность — физическая величина, характеризующая фоточувствительные приборы и материалы (фотоплёнка, ПЗС-матрица, однофотонный детектор и др.), равная отношению числа фотонов, поглощение которых образцом вызвало образование квазичастиц, к общему числу поглощённых фотонов. Обычно выражается в процентах. Это количественная мера световой чувствительности. Поскольку энергия фотонов зависит от длины волны, квантовую эффективность также измеряют для различных диапазонов длин волн. Квантовая эффективность фотоплёнки составляет для видимого света около 10 %, в то время как у ПЗС-матриц она может достигать 90 % для некоторых длин волн.
Квантовая эффективность является основной характеристикой детекторов фотонов. Повышение квантовой эффективности является приоритетной задачей. От того, насколько высокими будут характеристики детекторов фотонов, в частности однофотонных детекторов, зависит развитие таких научных направлений как квантовая криптография, квантовая когерентная оптическая томография, метрология и др.